# Huntington Avenue Grounds
Huntington Avenue American League Base Ball Grounds war der Name eines Baseballstadions in Boston. Es war das Heimstadion der Boston Red Sox (bis 1908 unter dem Namen Boston Americans) von 1901 bis 1911. Das Stadion befand sich direkt gegenüber der South End Grounds, dem Stadion der Boston Braves.
Das Stadion war Austragungsort der ersten World Series zwischen der American und der National League 1903. Hier spielte auch Cy Young das erste Perfect Game des modernen Baseballs am 5. Mai 1904. Das Spielfeld wurde auf einem ehemaligen Zirkusplatz errichtet und war für damalige Verhältnisse recht groß.
Als die Red Sox 1912 in den Fenway Park umzogen, wurde das Stadion abgerissen. Heute befindet sich hier der Solomon Court at Cabot Center der Northeastern University.

## Bilder des Stadions

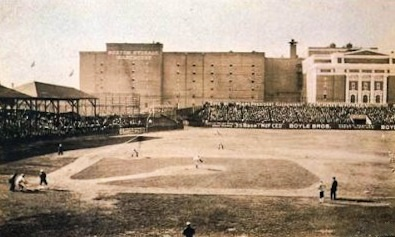
Blick in das Left-Field.
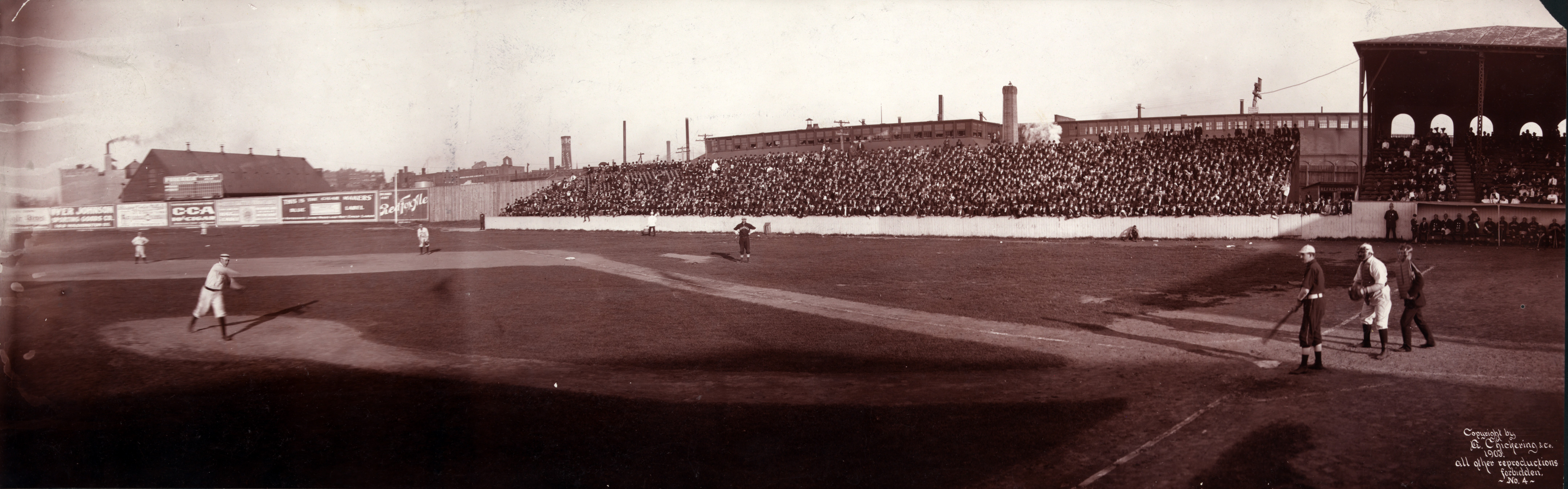
Blick in das Right-Field 1903
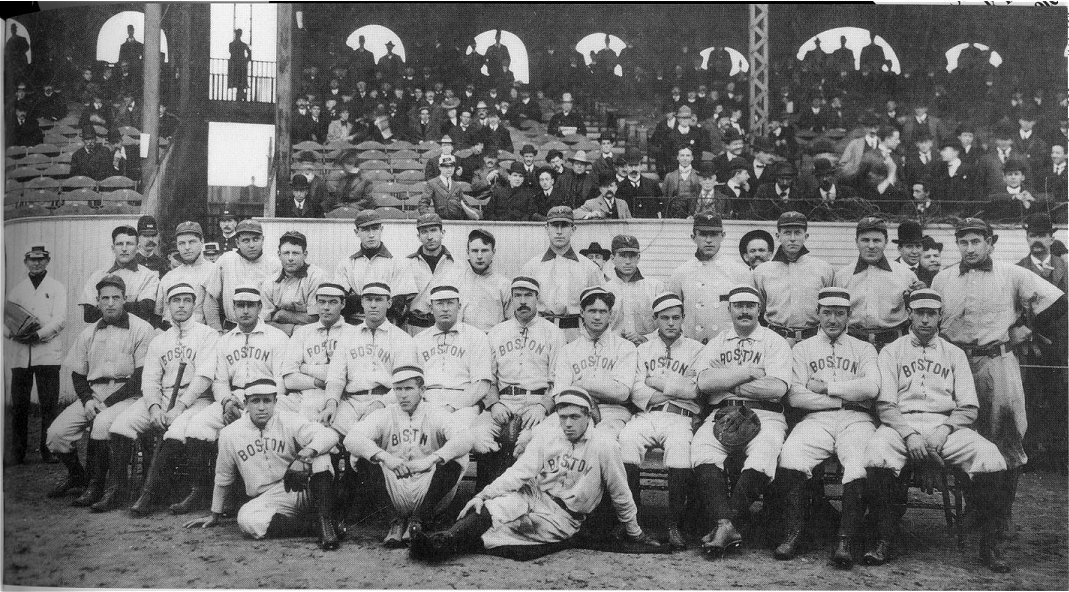
Die Red Sox Mannschaft von 1903.
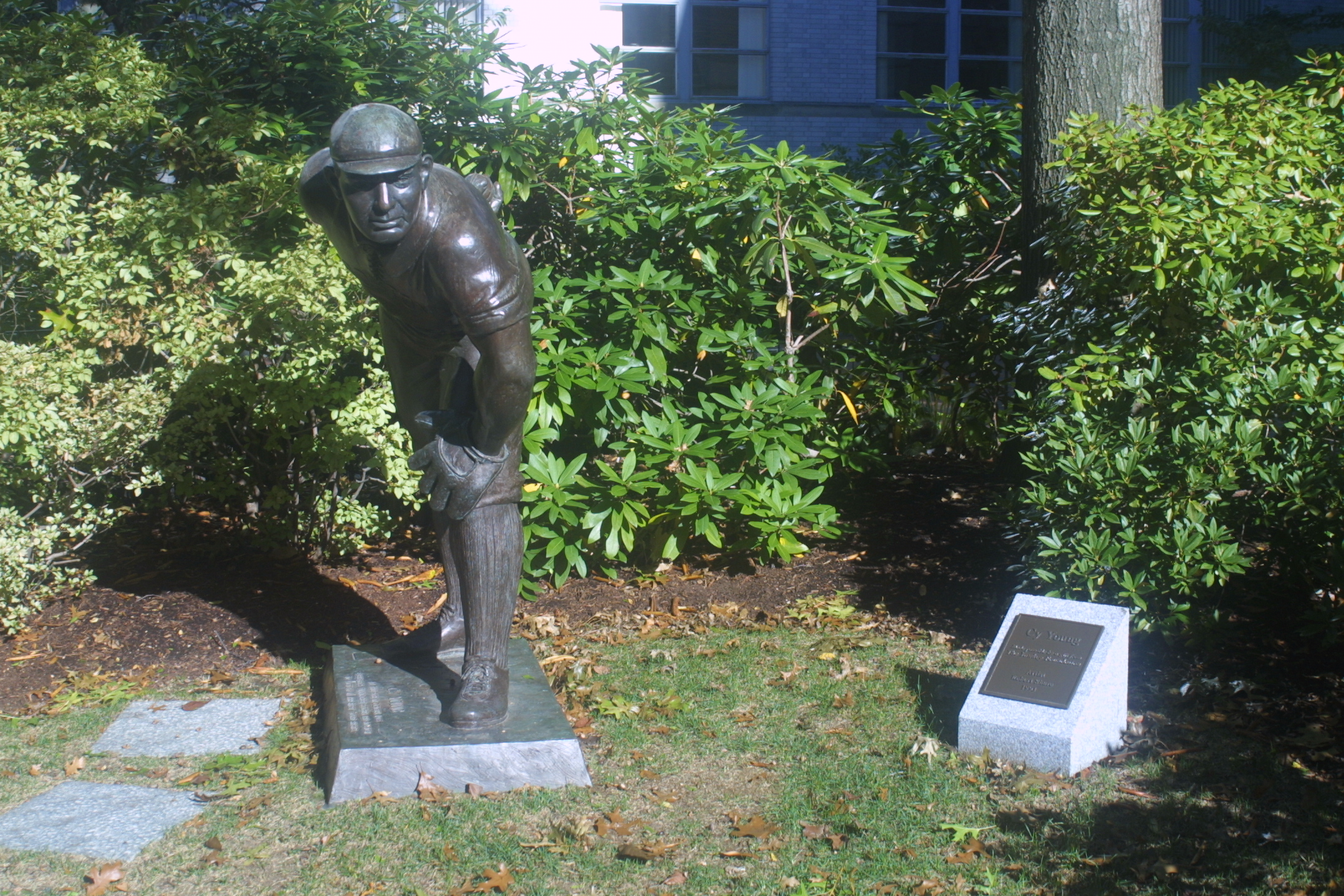
Statue von Cy Young, die auf dem heutigen Campus der Northeastern University steht.